# Курамагомедов, Рамазан Рамазанович
Рамазан Рамазанович Курамагомедов (род. 23 августа 1996, Махачкала, Дагестан, Россия) — российский боец смешанных боевых единоборств, выступающий в полусреднем весе Bellator MMA, где он является действующим чемпионом Bellator в полусреднем весе. Ранее он выступал в крупных промоушенах ММА, таких как ACA, PFL, UAE Warriors, CFFC и Eagle FC.

## Биография
Курамагомедов родился 23 августа 1996 года в столице Дагестана Махачкале. Его первым спортивным пристрастием был футбол, в который он играл с друзьями либо во дворе, либо на пляжах Махачкалы
Он, как и все молодые люди в Дагестане, рос, занимаясь вольной борьбой. Он присоединялся к своим друзьям, когда они записывались в секцию борьбы. Курамагомедов занимался вольной борьбой в течение пяти лет.
В возрасте 15 лет он с головой окунулся в мир смешанных единоборств, услышав новость о том, что его соотечественники Хабиб Нурмагомедов, Рустам Хабилов и Али Багаутинов подписали контракт с крупным промоушеном ММА UFC.
Курамагомедов — двукратный победитель Кубка России по смешанным единоборствам. Он был постоянным партнером по тренировкам известных бойцов ММА, таких как Карлос Кондит, Дональд Серроне и бывший чемпион UFC Крис Вайдман, в Академии смешанных единоборств Джексона Винка. Он даже доставлял Вайдману много хлопот в спаррингах, несмотря на отсутствие у него опыта в профессиональных смешанных единоборствах.

## Карьера в смешанных боевых искусствах

### Ранняя карьера
В 2014 году Курамагомедов начал заниматься профессиональных смешанных единоборств с 2014 года. Он дебютировал в профессиональном ММА в августе 2014 года на турнире Северо-Кавказского федерального округа, где победил Хасана Машеева с помощью удушающего приема в первом раунде боя. После своего успешного дебюта он взял трёхлетний перерыв в профессиональных ММА, поскольку полностью погрузился в «Союз ММА».

### Любительские ММА
5 апреля 2015 года Курамагомедов стал вице-чемпионом «Квалификационного клубного чемпионата Ставропольского края по СБЕ (ММА)».  Спустя несколько недель, 21 апреля 2015 года, он снова стал вице-чемпионом «Чемпионата Северо-Кавказского федерального округа по смешанным единоборствам (ММА)», который проходил в Грозный. Однако 28 октября того же года Курамагомедов наконец-то завоевал золото на «Кубке России по ММА» в Волгограде.
Несколько месяцев спустя, 28 мая 2016 года, Курамагомедов разделил бронзовые медали с будущим претендентом на титул ONE Championship в легком весе Сайгидом Изагахмаевым на Всероссийском чемпионате по смешанным боевым искусствам WMMAA в Оренбурге.. Однако, 3 октября того же года в Волгограде Курамагомедов, представляющий Уральский федеральный округ, завоевал золото на Всероссийском кубке по смешанным боевым искусствам.

### Вернуться к профессиональному ММА
27 ноября 2017 года Курамагомедов наконец вернулся на профессиональную сцену ММА, где он провёл свой второй бой против японского бойца Юкинори Аказавы, по прозвищу «Акилю 2», на турнире ACB 57: Magomedov vs. Yan, который завершился за две минуты, когда резкий прямой удар ногой Курамагомедова пришелся японскому бойцу в печень, заставив судью остановить бой, поскольку он одержал победу нокаутом. Другими бойцами ММА, которых дагестанец победил за время своего пребывания в промоушене ACB/ACA, были Миндаугас Вержбицкас из Литвы и Георгий Валентинов из Болгарии.

### Лига профессиональных бойцов (PFL)
30 августа 2018 года Курамагомедов встретился с американским бойцом Робертом Хейлом на PFL 7: 2018 Regular Season card в Ocean Resort Casino в Атлантик-Сити, штат Нью-Джерси. Он побеждает «Синего короля» единогласным решением судей со счетом 30-27 от всех трёх судей.

### Серия Contender Даны Уайта
Почти год спустя, 23 июля 2019 года, Курамагомедов был приглашён на главный бой против будущего бойца UFC Джордана Уильямса в третьем сезоне DWCS в среднем весе. В бою, который прошёл все 3 раунда, Курамагомедов победил Уильямса раздельным решением судей. Несмотря на победу, Дэйна Уайт решил не подписывать с ним контракт для UFC.

### Бойцовский клуб «Крепость»
После своих выступлений в DWCS Курамагомедов провёл ещё один бой в 2019 году, когда 14 декабря в Сочи победил кыргызстанского бойца Мелисбека Абдырахманова удушающим приемом «треугольник руки» в первом раунде встречи.

### Чемпионат по боям в стиле «Cage Fury» (CFFC)
18 сентября 2020 года ему был назначен бой с американским специалистом по кунг-фу Тревором Оллисоном на турнире CFFC 85: Hill vs. Lee в отеле и казино Fitz, в Туника, штат Миссисипи, США. Он победил американского бойца удушающим приемом «треугольник руки» во втором раунде боя.

### UFC
27 февраля 2021 года Курамагомедов согласился выйти на бой в качестве замены ямайскому бойцу Рэнди Брауну против Алекса Оливейры на турнире UFC Fight Night: Rozenstruik vs. Gane на коротком уведомлении, менее чем за неделю. Однако, Курамагомедов был вынужден сняться с боя из-за болезни, полученной во время подготовки к бою.

### UAE Warriors
4 сентября 2021 года Курамагомедов дебютировал в известном ближневосточном промоушене смешанных боевых искусств UAE Warriors, против аргентинца Матиаса Хуареса, который заменил бразильского бойца Уильяма Макарио, на их турнире UAE Warriors 22: Saadeh vs. Bunch на арене Jiu-Jitsu Arena в Абу-Даби, Объединенные Арабские Эмираты; в котором дагестанский боец одержал победу над Хуаресом удушающим приемом сзади в первом раунде боя. Это была третья победа Курамагомедова сабмишеном подряд после его выходок в DWCS.

## Eagle Fighting Championship (EFC)
28 января 2022 года Курамагомедов должен был сразиться с американским борцом Джоном Говардом на турнире EFC 44: Spong vs. Kharitonov на арене FLXcast в Майами, Флорида, США. Бой продлился до конца, и Курамагомедов победил своего американского противника единогласным решением судей.

### Bellator MMA
Курамагомедов наконец-то дебютировал в главном промоушене ММА Bellator против Джалила Уиллиса на Bellator 297. Он нокаутировал своего противника коленом и ударами.
17 ноября 2023 года второй бой Курамагомедова в Bellator MMA был назначен против Рэндалла Уоллеса на Bellator 301. Он победил Уоллеса удушающим приемом сзади во втором раунде боя.

### Чемпион Bellator в полусреднем весе
22 июня 2024 года Курамагомедов встретился с Джейсоном Джексоном за титул чемпиона Bellator в полусреднем весе на турнире Bellator Champions Series 3. Он выиграл единогласным решением судей.

## Личная жизнь
Курамагомедов считает Хабиба Нурмагомедова своим кумиром. В ATT его любимыми спарринг-партнерами являются Джонни Эблен и Магомед Магомедкеримов.
25 апреля 2016 года Курамагомедову было присвоено звание «Мастер спорта России» по смешанным единоборствам (ММА) тогдашним министром спорта Виталием Леонтьевичем Мутко.22 ноября того же года он отказался от участия в Суперкубке России по смешанным единоборствам (ММА), так как решил переехать в Америку на длительный срок и тренироваться по программе Ricardo Almeida BJJ в Нью-Джерси. Курамагомедов был оперативно заменен финалистом Кубка Волгограда по смешанным единоборствам (ММА) 2016 года Юнусом Ахмедовым.
Он был членом Ricardo Almeida BJJ с 2016 по 2017 год. Также, он тренировался в Jackson Wink MMA Academy с 2017 по 2019 год. Затем он перешел в спортзал Xtreme Couture (с 2021 по декабрь 2022 года). Наконец, Курамагомедов, похоже, обосновался в клубе American Top Team, где тренируется с 2023 года по настоящее время.
Когда он был в спортзале Ricardo Almeida BBJ в Нью-Джерси, он вместе с Забит Магомедшариповым участвовал и выиграл золотые медали в местном соревновании по грэпплингу где-то в 2017 году, после того как ему надоело не иметь возможности участвовать в боях по правилам ММА на региональных американских мероприятиях.
Среди международных дагестанских бойцов он был наставником таких спортсменов, как Забит Магомедшарипов и Магомед Магомедов, которые также являются его товарищами по команде в клубе DagFighter.

## Mixed martial arts record
| Боёв 13  | Побед 13 | Поражений 0 |
| -------- | -------- | ----------- |
| Нокаутом | 2        | 0           |
| Сдачей   | 6        | 0           |
| Решением | 5        | 0           |

| Результат | Рекорд | Соперник              | Способ                                  | Турнир                                           | Дата             | Раунд | Время | Место               | Примечание                                         |
| --------- | ------ | --------------------- | --------------------------------------- | ------------------------------------------------ | ---------------- | ----- | ----- | ------------------- | -------------------------------------------------- |
| Победа    | 13–0   | Джейсон Джексон       | Решение (единогласное)                  | Bellator Champions Series 3                      | 22 июня 2024     | 5     | 5:00  | Дублин, Ирландия    | Выиграл титул чемпиона Bellator в полусреднем весе |
| Победа    | 12–0   | Рэндалл Уоллес        | Сабмишн (удушение сзади)                | Bellator 301                                     | 17 ноября 2023   | 2     | 3:49  | Чикаго, США         |                                                    |
| Победа    | 11–0   | Джалил Уиллис         | KO (удар коленом и добивание)           | Bellator 297                                     | 16 июня 2023     | 1     | 1:24  | Чикаго, США         |                                                    |
| Победа    | 10–0   | Джон Говард           | Решение (единогласное)                  | Eagle FC 44                                      | 28 января 2022   | 3     | 5:00  | Майами, США         | Бой в промежуточном весе (175 фунтов).             |
| Победа    | 9–0    | Матиас Хуарес         | Сабмишн (удушающий прием сзади)         | UAE Warriors 22                                  | 4 сентября 2021  | 2     | 4:58  | Абу-Даби, ОАЭ       | Бой в промежуточном весе (175 фунтов).             |
| Победа    | 8–0    | Тревор Оллисон        | Сабмишн (удушение ручным треугольником) | Cage Fury FC 85                                  | 18 сентября 2020 | 2     | 3:22  | Туника, США         | Возвращение в полусредний вес                      |
| Победа    | 7–0    | Мелисбек Абдырахманов | Сабмишн (удушение)                      | Krepost Fighting Championship                    | 14 декабря 2019  | 1     | 1:51  | Сочи, Россия        | Дебют в среднем весе                               |
| Победа    | 6–0    | Джордан Уильямс       | Решением (раздельное)                   | Dana White's Contender Series 21                 | 23 июля 2019     | 3     | 5:00  | Лас-Вегас, США      |                                                    |
| Победа    | 5–0    | Роберт Хейл           | Решение (единогласное)                  | PFL 7 (2018)                                     | 30 августа 2018  | 3     | 5:00  | Атлантик-Сити, США  |                                                    |
| Победа    | 4–0    | Георгий Валентинов    | Сабмишн (удушение гильотиной)           | ACB 81                                           | 23 февраля 2018  | 2     | 0:45  | Дубай, ОАЭ          |                                                    |
| Победа    | 3–0    | Миндаугас Вержбицкас  | Решение (единогласное)                  | ACB 75                                           | 25 ноября 2017   | 3     | 5:00  | Штуттгарт, Германия |                                                    |
| Победа    | 2–0    | Юкинори Аказава       | KO (удар ногой в корпус)                | ACB 57                                           | 15 апреля 2017   | 1     | 2:09  | Москва, Россия      |                                                    |
| Победа    | 1–0    | Хасан Машеев          | Сабмишн (рычаг локтя)                   | Чемпионат Северо-Кавказского Федерального Округа | 30 августа 2014  | 1     | 2:00  | Пятигорск, Россия   | Дебют в полусреднем весе.                          |